# Luoktekbeek
Luoktekbeek (Zweeds: Luokteknjira) is een beek die stroomt in de Zweedse  gemeente Kiruna. De rivier verzorgt de afwatering van het Luoktekketeldal, waarin tevens een meer. De Luoktekbeek stroom naar het zuidoosten en levert haar water af in de Alesrivier. Ze is ca. 3 kilometer lang.
Afwatering: Luoktekbeek → Alesrivier → Torne → Botnische Golf